# Гатова
Гатова (ісп. Gátova (офіційна назва), валенс. Gàtova) — муніципалітет в Іспанії, у складі автономної спільноти Валенсія, у провінції Валенсія. Населення — 472 особи (2010).

## Географія
Муніципалітет розташований на відстані близько 280 км на схід від Мадрида, 35 км на північ від Валенсії.

## Демографія
Динаміка населення (INE ):

## Галерея зображень

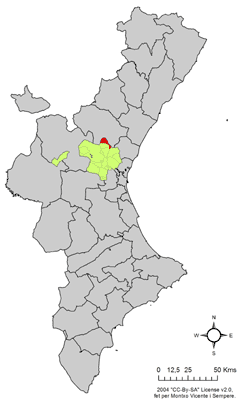
Розташування муніципалітету Гатова у автономній спільноті Валенсія
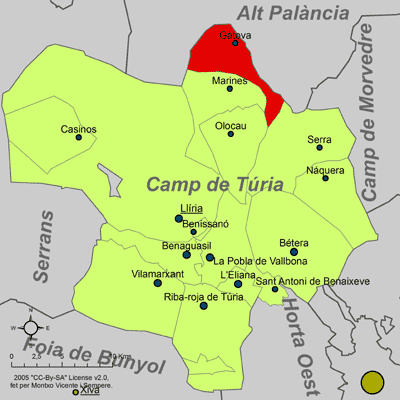
Розташування муніципалітету Гатова у комарці Кампо-де-Турія